# Галерея Джонсона
Галерея и Дом Джонсона (англ. Jonson Gallery and House) — историческое здание на территории кампуса Университета Нью-Мексико в городе Альбукерке (штат Нью-Мексико, США), построенное в 1950 году и сочетавшее в себе дом и галерею для художника-модерниста Рэймонда Джонсона (англ.). При жизни Джонсона и после его смерти галерея была центром современного и абстрактного искусства в Нью-Мексико, а также хранила большую коллекцию работ Джонсона. В 2009 году коллекции галереи были переданы Музею искусства Университета Нью-Мексико (англ.), а здание галереи преобразовано в офисные помещения.
Галерея Джонсона представляет собой относительно редкое здание в стиле пуэбло, спроектированное Джоном Гау Мимом (англ.), который также спроектировал несколько других зданий в университетском городке. Здание расположено на склоне холма и имеет впереди один этаж, и два этажа позади. Фасад состоит из основного горизонтального объёма с центральным парадным входом, окруженным асимметричными окнами по бокам, и крылом меньшей высоты, выступающим на запад. Везде используются стальные створчатые окна с бетонными подоконниками. На верхнем этаже располагалась резиденция Джонсона, а на нижнем — галерея. За прошедшие годы в задней части здания возведено несколько пристроек.
Здание включено в Национальный реестр исторических мест США.